# 谭明鹤
谭明鹤 (1972年12月—)，湖北巴东人，土家族，中共党员，工学博士。担任中华人民共和国广东省广州市荔湾区区长。曾就读于东南大学交通学院道路与铁道工程专业。